# Willy Anthoons
Willy Anthoons, né à 25 mars 1911 à Malines et mort le 17 décembre 1982 à Charenton-le-Pont, est un sculpteur belge non figuratif.

## Biographie
Willy Anthoons naît le 25 mars 1911 à Malines (Mechelen) (Belgique). À l'âge de 3 ans, en août 1914, il fuit avec sa mère la guerre qui ravage l'Europe; ils s'installent à Londres. Son père, Louis Anthoons, mobilisé pour la grande guerre, est détenu prisonnier par les Allemands aux Pays-Bas. Le jeune Willy commence sa scolarité dans les écoles anglaises, il en gardera une excellente maîtrise de la langue anglaise. À cette époque, il façonne déjà la tête de ses petits camarades de classe avec de la terre à modeler, ce qui laissait déjà peut-être présager la suite.
De retour à Bruxelles en novembre 1918, il suit de 1923 à 1927 les cours du soir de l'école Saint-Luc de Schaerbeek, poursuit ses études, de 1927 à 1931 et en 1936-1937 à l'Académie des Beaux-Arts d'Ixelles puis à l'Institut supérieur des Arts décoratifs. Il a pour professeur Oscar Jespers.
Durant son service militaire 1931-1932, il parvient à sculpter. Les autorités militaires sont conciliantes à son égard à la suite de la bonne idée qu'il a de faire les bustes de ses officiers. Jusqu'en 1940, il ne cessera jamais de sculpter des portraits, des nus, et des maternités. On le voit déjà se rebeller peu à peu contre l'académisme.
Mobilisé en 1940, son régiment est stationné le long du canal Albert (Belgique) dans l'attente d'une attaque de l'armée allemande qui ne vient pas. À la suite des conditions insalubres du cantonnement militaire, Anthoons tombe gravement malade et est envoyé durant cinq mois en convalescence dans le sud de la France, à Nîmes puis Antraigues-sur-Volane en Ardèche où il dessine, peint et sculpte. Rentré en Belgique, il se détourne de la figuration. Il est en 1945 cofondateur de la Jeune Peinture belge qui réalise de nombreuses expositions dans toute l'Europe. Il découvre au Musée Kröller-Müller les peintures de Mondrian et rencontre en 1946 à Paris les sculpteurs Laurens et Adam.
Anthoons présente une première exposition personnelle au Palais des Beaux-Arts de Bruxelles en 1945, trois autres suivent en 1951, 1954 et 1957. S'installant près de Paris en 1948, il se lie avec le peintre Geer van Velde, l’écrivain Michel Seuphor et les sculpteurs Gilioli, Lipsi, Vitullo. Il expose alors au Salon de la Jeune Sculpture, au Salon des Réalités Nouvelles, au Salon de Mai et au Salon de la sculpture abstraite. Il effectue en 1950 des voyages en Italie, en Espagne et en Bretagne et se lie avec les sculpteurs Arp, Schöffer, Calder et Hajdu, les peintres Luc Peire, Alechinsky, Manessier, Eudaldo Morales et Jean Le Moal. En 1950, il est fait chevalier de l'Ordre de Léopold II.
Exposant régulièrement à travers l'Europe et participant aux biennales de São Paulo, Anvers-Middelheim, Sonsbeek et Yverdon, Anthoons enseigne l'art plastique à l'École Estienne. À la suite d'une maladie neurologique qui se développe à partir de 1968, la dextérité de ses gestes s'annihile peu à peu, il interrompt son travail en 1977. Ses dernières esquisses, notamment des dessins à la mine frottée, datent de 1980.
En 1974, il expose à la galerie Ariel, continue de dessiner des projets de sculptures qui ne seront pas réalisées.
Il meurt le 17 décembre 1982 à Charenton-le-Pont à l'âge de 71 ans. Il repose au cimetière communal Valmy à Paris, où une pierre non taillée, prévue par l'artiste pour un projet de sculpture, a été placée sur sa tombe.
La vente de 221 lots, la plupart composés de plusieurs œuvres (dessins, fusains, sanguines, pastels, encres, gouaches, aquarelles, collages, lithographies, peintures et sculptures), provenant de l'atelier de Willy Anthoons a eu lieu à Drouot-Richelieu, salle 6, le 22 janvier 2016.
Les œuvres de Willy Anthoons sont présentes dans de nombreux musées d'art moderne (Musées d'Anvers - MRBA et Middelheim -, Bruxelles, Liège, Verviers, Otterlo, Paris, Bâle) et de collections particulières.

## L'œuvre
Anthoons a réalisé des stèles en bois (chêne, olivier, poirier, ébène et divers bois exotiques), en pierre et en bronze, ainsi que des mobiles suspendus en aluminium plié et polychrome. Il a également participé à la décoration de plusieurs églises, notamment en Bretagne.

## Musées
- Paris, Musée national d'art moderne
- Bruxelles, Musées royaux des beaux-arts de Belgique : Cathédrale humaine, 1948, Bois d'orme, 153 × 59,5 × 52,5 cm.
- Anvers, Middelheim
- Otterlo, Musée Kröller-Müller : Forme infinie, 1949.
- Musée René Magritte, Bruxelles

## Vitraux
- Couvent des Carmes, Villa de la Réunion (47, rue Chardon-Lagache, Paris XVIe), avec la collaboration avec d'Elvire Jan, Jean Bertholle, Jean Le Moal, Alfred Manessier et Hans Seiler, 1962.

## Illustration
- Paul Arma, Petite suite pour quatuor ou orchestre à cordes, op 128.

## Éléments de bibliographie
: source utilisée pour la rédaction de cet article

### Monographies
- Michel Seuphor, Willy Anthoons, De Sikkel, Anvers, 1954.
- Marcel Daloze, Willy Anthoons, l’esprit de la matière, Paris, Galerie Philippe Samuel, 2012 (160 p.)

### Catalogues
- Willy Anthoons, texte de Michel Seuphor, galerie Colette Allendy, Paris, 15 juin au 16 juillet 1954
- Anthoons, texte de Michel Seuphor, 14 reproductions, Galerie Ariel, Paris, 1962.
- Anthoons, préface de Herta Wescher, Galerie Appel und Fertsch, Francfort, février-mars 1966.
- Willy Anthoons, textes de Maurits Blicke et L.-L. Sosset, 2 reproductions, galerie jeanne Buytaert, Anvers, 1970.
- Willy Anthoons, galerie Jeanne Buytaert, Anvers, juin 1973.
- Willy Anthoons, 25 ans d'art non figuratif, Galerie Ariel, Paris, 1974.

### Ouvrages généraux
- Michel Seuphor, La Sculpture de ce siècle, Le Griffon, Neuchâtel, 1959.
- Herta Wescher, Dictionnaire de la sculpture moderne, Hazan, Paris, 1960.
- Michel Seuphor et Michel Ragon, L'art abstrait, 1945-1970, volume 4, Maeght éditeur, Paris, 1974 (notice sur Anthoons p. 217)
- (es) Gérard Durozoi, Diccionario Akal de Arte del Siglo XX, Madrid, Ediciones Akal, juin 1997, 704 p. (ISBN 978-84-460-0630-5, lire en ligne), p. 20